# Смертельное падение (фильм, 1968)
«Смертельное падение» (англ. Deadfall) — драматический криминальный фильм 1968 года режиссёра Брайана Форбса, основанный на триллере Десмонда Кори, опубликованном в 1965 году.

## Сюжет
Гениальный вор Генри Кларк (Майкл Кейн) отдыхает в санатории для алкоголиков в Испании. Однако его истинной целью является завязывание дружеских отношений с миллионером Салинасом (Дэвид Бак), чтобы ограбить его великолепный дом. Изучив досье на Кларка, супруги Ричард (Эрик Портман) и Фей Моро (Джованна Ралли) предлагают ему сотрудничество. Для начала они вскрывают другой дом. После того как Генри чуть не упал с балкона, они пробираются в дом, но Ричард не может взломать сейф, и Генри выламывает его из стены и выносит из дома. Фей и Генри начинают любовные отношения, а Ричард не препятствует им, потому что является гомосексуалом и находит молодого любовника Антонио (Карлос Пьер). Фей сообщает Генри о том, что в сейфе находились драгоценности на сумму не менее полумиллиона долларов США, покупает ему кабриолет и рассказывает, что Ричард во время войны сотрудничал с гестапо, давал наводки на богатые дома своему любовнику, но после того как нацисты узнали об этом, они расстреляли его, однако он не выдал Ричарда.
Фей уезжает в Танжер по делам, не давая Генри знать об этом. Генри в порыве гнева угрожает Ричарду и говорит ему о том, что рассказала Фей. В ответ Ричард признаётся, что Фей его дочь. Генри уезжает грабить особняк Салинаса собственными силами. Фей возвращается домой и обнаруживает, что Генри уехал, а Ричард сжигает в камине его досье. В ответ на вопросы Фей он раскрывает правду об их отношениях. Она мчится в особняк Салинаса и видит, как охранник стреляет по Генри, повисшему на выступе. Он падает и разбивается насмерть. В то же время Ричард стреляет себе в голову из пистолета.
Фей посещает похороны любовника и отца, а затем увозится полицией, в то время как любовник Ричарда отъезжает от кладбища в автомобиле Генри.

## В ролях
| Актёр             | Роль                  |
| ----------------- | --------------------- |
| Майкл Кейн        | Генри Кларк           |
| Джованна Ралли    | Фей Моро              |
| Эрик Портман      | Ричард Моро           |
| Дэвид Бак         | Салинас               |
| Леонард Росситер  | Филмор                |
| Джеральдин Шерман | ресепсионист Дельгадо |
| Карлос Пьер       | Антонио               |
| Владек Шейбал     | доктор Дельгадо       |
| Рената Тарраго    | девушка-гитарист      |
| Нанетт Ньюман     | девушка               |

## Саундтрек
Этот фильм стал шестым в опыте сотрудничества режиссёра Форбса с композитором Джоном Барри. Основной музыкальной темой стал написанный им «Romance for Guitar and Orchestra», исполненный одной из лучших гитаристок Европы Ренатой Тарраго в сопровождении Лондонского филармонического оркестра.
Начальную тему фильма — песню «My Love Has Two Faces» — исполнила Ширли Бэсси.
| №  | Название                                                  | Длительность |
| -- | --------------------------------------------------------- | ------------ |
| 1. | «My Love Has Two Faces (Shirley Bassey)»                  | 3:52         |
| 2. | «The Meeting»                                             | 2:45         |
| 3. | «Statue Dance»                                            | 2:44         |
| 4. | «The Last Deadfall»                                       | 6:13         |
| 5. | «My Love Has Two Faces (Instrumental)»                    | 3:16         |
| 6. | «Romance for Guitar & Orchestra (Soloist Renata Tarrago)» | 14:12        |
| 7. | «My Love Has Two Faces (Male Vocal)»                      | 3:32         |
| 8. | «My Love Has Two Faces (Intrumental Demo)»                | 3:18         |

## Производство
Фильм снимался в Испании времён Франко: в Мадриде и на Майорке, в том числе и во дворце Маривент, служившем летней королевской резиденцией.

## Критика
Винсент Кэнби из «The New York Times» отмечал наличие признаков саспенса в этом изысканном фильме, говоря, что Форбс «работая в хичкоковском жанре, проявил также искренний талант в качестве писателя и режиссёра». Пол Бреннер из «All Movie Guide» наоборот сказал, что фильм неуклюж в своей попытке походить на Хичкока.
Роджер Эберт заметил, что это «не очень хороший фильм-ограбление», так как он «должен быть либо о кражах, либо о романтических интригах, но не об обоих».